# Gorytes africanus
Gorytes africanus  (лат.) — род песочных ос рода Gorytes из подсемейства Bembicinae (триба Bembicini). Палеарктика: Испания, Северная Африка.

## Описание
Мелкие осы (около 1 см), чёрные с желтоватыми отметинами. Плечевые бугры светлые. Щит среднеспинки непунктированный. 
Срединное поле промежуточного сегмента гладкое или частично морщинистое. Медиальная жилка заднего крыла начинается перед концом субмедиальной ячейки. Ацетабулярный киль короткий. Мезоплевры с омалюсами и стернаулюсами. У самок 1-й членик передней лапки с 2 щетинками на боковой поверхности. 
Гнездятся в земле. Личинок кормят мелкими цикадками (Auchenorrhyncha)
.